# Guillaume II de Genève
Pour les articles homonymes, voir Guillaume de Genève et Guillaume II.
Guillaume de Genève, mort le 25 novembre 1252, est un comte de Genève (1220/25 à 1252), à la suite de son frère Humbert de Genève, sous le nom de Guillaume II.

## Biographie

### Jeunesse
Guillaume (Willelmus/Willelme) de Genève naît à une date inconnue. L'année 1185 est parfois donnée comme point de repère. Il est le fils du comte de Genève Guillaume Ier et de sa seconde épouse Béatrice (Béatrix),,. Elle est considérée comme la fille du seigneur de Faucigny, Aymon Ier, et de sa femme Clémence, qui appartient très probablement à la famille de Briançon,,.
Guillaume a un frère aîné, Humbert, issu d'un premier mariage et qui succède à leur père, ainsi que deux autres frères et sœurs issus du second mariage, notamment Amédée, qui devient évêque de Maurienne (1213-1220).
Il est mentionné pour la première fois, après la mort de son père († juillet 1195), dans un acte daté de mars 1205,. Guillaume, qualifié de « vir prudens et nobilis » (« homme prudent et noble »), accorde des lettres de protection au prieuré de Chamonix.

### Conflit de succession

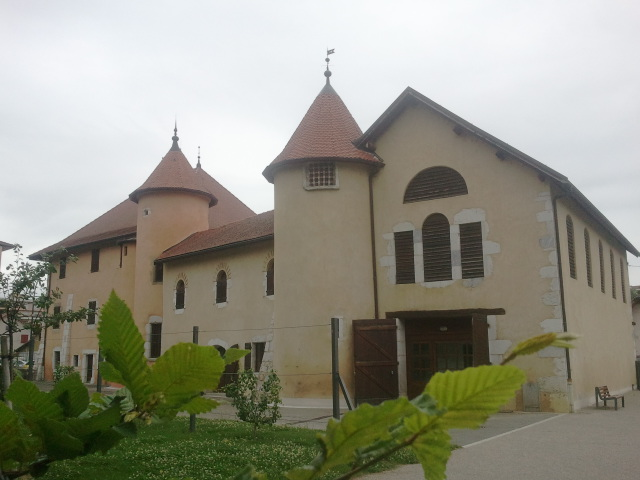
Le château de Novel, résidence des comtes de Genève dans la ville d'Annecy jusqu'en 1219.

Le comte Guillaume Ier meurt le 25 juillet 1195, au château de Novel à Annecy,. Son frère aîné, Humbert, succède à leur père, et Guillaume reçoit une part de la succession, notamment le protectorat du prieuré de Chamonix. Il est mentionné en 1220, dans un acte concernant le prieuré Saint-Victor, aux côtés de son frère aîné et cité comme « son frère également comte » (frater ejus, comes similiter ou Humbertus et Willelmus fratres et comites Gebenn)). Il est également mentionné comme comte dans un hommage à l'archevêque de Tarantaise, en juillet 1220.
En sa qualité de noble, Guillaume est appelé à participer, en juillet 1208, à la croisade contre les albigeois,,. On le trouve au sac de Béziers, en 1209,. Il apparaît sous le nom de Guillaume II. L'historien Pierre Duparc note que le futur comte « paraissait docile envers la papauté ».
Guillaume épouse, en 1220, Alice qui appartiendrait, selon certains historiens dont Pierre Duparc (1978), à la famille de La Tour du Pin, une puissante famille originaire du Dauphiné, rivale des Savoie. Le médiéviste Matthieu de La Corbière (2002) considère qu'elle appartient la famille de Faucigny.
À la disparition d'Humbert, entre 1220 et 1225, Guillaume s'empare du titre de son aîné, alors que deux neveux se trouvent pourtant dans la droite ligne de succession et n'ont pas renoncé à leurs droits. Il apparait pourtant déjà avec le titre de comte lors du traité de Desingy, en 1219. Les deux neveux évincés se rendent en Angleterre, à la cour du roi Henri III dont la femme Éléonore de Provence est une parente. L'un d'eux, Ebal, dans son testament de 1259, reconnaît céder et donner à son cousin, le seigneur Pierre de Savoie, « tous les droits et actions réelles ou personnelles, tacites ou expresses, à titre héréditaire ou autrement, qu'il peut ou doit avoir sur le comté de Genevois. En outre il le constitue son héritier pour les dits droits, afin qu'il puisse en user et les défendre comme étant sa chose propre. »,,. Cette disposition est à l'origine du conflit opposant le comte Guillaume au seigneur, puis futur comte Pierre II de Savoie.

### Règne

#### Début de règne: le traité de Desingy
Le nobilis vir Guillaume est déjà mentionné comme comte, associé avec son frère, lors du traité de Desingy en 1219. Desingy est un bourg situé à proximité de Seyssel. Le traité est considéré comme marquant la fin du conflit entre les comtes et les évêques de Genève. Ce conflit a débuté avec le comte Aymon Ier un siècle plus tôt. Tout comme le traité de Seyssel de 1124, l'accord de Desingy oppose le comte Guillaume à l'évêque de Genève, Aymon de Grandson,. L'arbitrage est confié à l'archevêque de Vienne, Jean de Bernin,.
À la suite de cet accord, le comte de Genève doit reconnaître qu'il est le vassal de l'évêque, — qu'il doit donc prêter l'hommage lige — pour une partie du comté. Il doit également reconnaître « l'exclusivité des droits seigneuriaux et de juridiction » pour la cité de Genève,.
L'une des principales conséquences du traité est surtout l'affaiblissement des comtes face à l'autre puissance montante de la région, la maison de Savoie,.
Enfin, c'est en raison de ce traité que le comte de Genève décide de faire du château comtal d'Annecy sa résidence,.
Dans un acte de l'année 1220, préparé notamment par l'évêque de Maurienne, Amédée, le frère du comte, Guillaume doit reconnaître que toute la vallée de Luce (l'actuel Beaufortain) avait été donnée au premier évêque de Tarentaise, Jacques d'Assyrie, et que les comtes de Genève la détenaient « indûment »,. La vallée retrouve ainsi le domaine de l'archevêque de Tarentaise, qui la « remet en fief au comte [...] et à ses héritiers »,. Guillaume jure fidélité à l'archevêque Bernard de Chignin,.
En 1225, il doit donner l'ensemble de ses droits sur Laconnex en réparation des « torts et injustices » envers le prieuré Saint-Victor de Genève.

#### Conflits avec le seigneur de Faucigny
Les tensions entre le comte de Genève et le seigneur de Faucigny, dont la famille est vassale des comtes de Genève, sont devenues de plus en plus en courantes à partir de 1205,. Celles-ci concernent notamment un droit de protection accordé, quelques années auparavant, au Guillaume II de Faucigny par le comte de Genève Humbert et l'évêque de Genève, et contesté par le comte Guillaume,. Il semble, par ailleurs, qu'à la suite du conflit ayant opposé le seigneur de Nangy au comte Guillaume Ier de Genève, l'affaiblissement des Nangy a permis aux Faucigny d'étendre leur influence sur la partie haute de la vallée de l'Arve.
Une guerre semble se dérouler entre les deux maisons sans qu'on ait de mentions particulières si ce n'est un traité de paix. Ainsi, lors de la sentence rendue en mai 1225, le comte Guillaume II réclame au sire de Faucigny, Aymon II, les dots de sa mère, mais aussi celle de son épouse Alice,. Selon l'historien, Matthieu de La Corbière, cette revendication indiquerait qu'Alice n'appartiendrait pas à la famille de La Tour du Pin mais à la famille de Faucigny. En effet, un acte de la comtesse Béatrice de Faucigny, fille de Pierre de Savoie, indique dans un acte de 1253, qu'elle serait la nièce de Guillaume,. Lors de cette sentence, on relève d'autres litiges entre les deux seigneurs, notamment l'implantation du seigneur de Faucigny en pays de Vaud où il aurait obtenu l'hommage du comte de Gruyères, alors que celui-ci est le vassal du comte de Genève. L'arbitrage est aussi l'occasion de revenir sur la garde du prieuré de Chamonix. Il faut cependant attendre un traité de 1229 pour que Aymon de Faucigny rende la protection du prieuré au comte. D'autres points de litiges concernant des héritages ou divers droits sont abordés.
Malgré ces discussions, le conflit reprend et un nouveau traité de paix est signé en mars 1229. À l'issue de ce traité le seigneur de Faucigny se doit de reconnaître que le château de Langin et ses dépendances appartiennent à la famille de Genève. Et il se reconnaît aussi homme-lige du comte.

#### Conflit avec Pierre de Savoie
Aymon II de Faucigny a entrepris un rapprochement de sa famille avec les comtes de Savoie, dont les possessions tendent à encercler, et donc menacer, le comté de Genève. Cette alliance trouve son apogée en 1234 avec le mariage de Pierre de Savoie avec la seconde fille d'Aymon II, Agnès de Faucigny. Pierre de Savoie s'implante par ailleurs progressivement dans le Pays de Vaud, sur la frontière nord du comté de Genève. Le conflit entre les deux familles, devenus inévitables est parfois comparé à une véritable « guerre de Cent Ans », débute vers 1234.

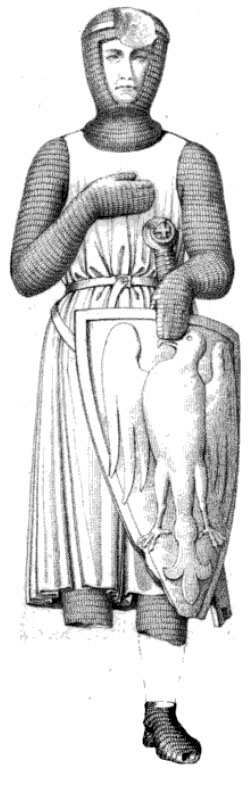
Dessin du cénotaphe du comte Pierre II de Savoie, dans l'abbaye d'Hautecombe.

En juin 1234, Amédée II de Gex, cousin germain et vassal du comte Guillaume, rend hommage à Pierre de Savoie pour le château et fief de Gex, ainsi que pour les terres détenues entre Divonne et la cluse de Gex,,. Le seigneur de Savoie est par ailleurs soutenu par son beau-père Aymon II de Faucigny,.
Les deux seigneurs reprennent le conflit en 1237, mais cette fois-ci Pierre de Savoie intervient pour soutenir son parent par alliance,. Au cours d'une trêve, Rodolphe, le fils aîné du comte Guillaume capture Pierre, l'enlève et le blesse. Face à cet acte, la famille de Genève est condamnée à payer une amende considérable de 20 000 marcs d'argent,,,. Le comte Guillaume ne peut réunir cette somme et donne en gage des biens fonciers et des châteaux,. En 1250, la somme n'étant pas remboursée, une seconde sentence est donnée, avec cette fois la mise en gage de la seigneurie d'Arlod, un point stratégique pour le comté de Genève,,. En effet, le château contrôle la frontière occidentale du comté de Genève. L'arrangement sera complété par une troisième sentence en 1260.
En 1241, le comte Guillaume pour contrer une alliance entre les seigneurs du Dauphiné et les Faucigny, organise le mariage de son fils avec la fille d'Albert III, seigneur de La Tour du Pin et de Coligny,. L'année suivante, il perd une position stratégique avec le château d'Arlod.
En 1249 ou 1250, la guerre reprend entre Pierre de Savoie et Guillaume. Le seul fait connu reste la prise du château de Genève, jugé par l'historien Pierre Duparc comme « un coup de maître ». Un compromis entre les deux seigneurs est signé sous l'arbitrage de l'archevêque de Lyon, Philippe de Savoie, qui se trouve être également le jeune frère de Pierre, et choisi par les deux seigneurs,. Cet acte du 10 juin 1250 indique que Pierre de Savoie met en gage le château de Genève qu'il vient de prendre ainsi que celui d'Alinge (les deux châteaux d'Allinges ont été réunis avec le mariage de Pierre de Savoie et la dame de Faucigny). Le comte de Genève et ses fils Rodophe et Henri mettent en gage ceux de Ternier, de La Roche en Genevois et des Clées en Vaud, ainsi que les fiefs de Ballaison, de Rue et de Langin. Guillaume doit aussi donner « (...) tous les biens possédés par le comte de Genève depuis l'Arve jusqu'à la Dranse et de la Cluse de Gex jusqu'au pont de Bargen sur l'Aar, à l'exception du fief du sire de Faucigny, du château de Charousse et des possessions comtales à Lausane et aux environs. »,.
En 1251, Guillaume signe à Annecy un document attestant devoir une somme d'argent à son fils Rodolphe, en apportant en garantie le château d'Annecy, le bourg et le mandement.

#### Politique religieuse
La politique envers la Papauté reste un axe important pour le comte Guillaume, tout comme nombre de ses contemporains. Le comte profite d'avoir de nombreux enfants, et notamment quatre de ses plus jeunes garçons ainsi que sa fille, pour leur faire embrasser une carrière ecclésiastique,. Ainsi Amédée de Genève devient évêque de Die en 1245-1276),. Son cadet, Aimon, est fait prévôt de Lausanne en 1251, avant d'être chantre de Genève l'année suivante,. Il est fait évêque de Viviers en 1255,. Robert, après avoir été chanoine de Vienne en 1252, succède à son frère en tant que prévôt de Lausanne 1272, pour terminer sa carrière comme évêque de Genève en 1276,,. Gui est élu évêque de Langres en 1266,,. Enfin, leur unique sœur en vie, Agathe, devient abbesse de Sainte-Catherine du Mont.
Le comte, tout comme pour ses prédécesseurs, poursuit une politique de soutien aux monastères. En 1225, il confirme dans un acte les différentes donations faites par ses ancêtres, renouvelant ainsi les droits de sûreté et de protection à l'abbaye d'Entremont. La même année, il devient le protecteur de l'abbaye cistercienne de Haut-Crêt. Il accorde en 1243 le « droit de pâturage dans ses mandements de Cruseilles, de La Roche et d'Annecy, et même dans tout son comté » aux moines de l'abbaye de Tamié, pour le salut de son âme et de sa famille. Il pourvoit également avec le même but la grande abbaye territoriale de Saint-Maurice d'Agaune en 1245, qu'il exempte notamment de droits de péages pour son château des Clées.

En 1252, le comte signe un document, avec l'ensemble de sa famille, où il confirme les donations faites par son père en 1179 à la chartreuse de Pomier (paroisse de Présilly). Il profite de cet acte pour les renouveler et les déclarer perpétuels. Les chartreux obtiennent également un droit de pâturage dans l'ensemble du comté.

### Fin de règne et succession
Le 6 novembre 1252, Guillaume envoie une lettre, depuis Domène, à Aymon de Grandson, évêque de Genève, dans laquelle il énonce ses dernières volontés. Il institue ainsi son fils, Rodolphe, comme héritier du « fief qu'il tient de l'évêque de Genève, et prie celui-ci d'admettre et garder le dit Rodolphe comme vassal pour le dit fief, en lui donnant aide et conseil envers et contre tous, comme à son homme et cousin ». Une seconde lettre, avec un contenu presque identique, est également envoyée au comte de Savoie, Amédée IV, où il rappelle leur lien de parenté. Trois jours plus tard, Guillaume rédige son testament où il institue son fils Rodolphe pour lui succéder, lui donnant droit au « château de Genève avec ses droits et dépendances, le fief de Faucigny et celui de Gex », et demande que ces volontés soient respectées.
Le comte Guillaume II meurt le 25 novembre 1252, à Domène, dans le Dauphiné,,. Dans ses dernières volontés, il lègue une somme à la cathédrale Saint-Pierre de Genève.
Le jour de la mort du comte, son fils hérite du titre. En réalité son fils, Amédée, évêque de Die, exécuteur testamentaire de son père, attendra l'année suivante pour faire la répartition des biens entre ses frères et sa sœur,. Rodolphe est investi et reçoit le soutien et l'hommage de ses puînés.

## Famille
Guillaume aurait eu deux épouses selon le site de généalogie Foundation for Medieval Genealogy (FMG). Selon les spéculations généalogiques, ce premier mariage aurait été contracté avec une fille de Guigues III de Forez.
Le second mariage, avéré, se fait avec Alice (v. 1195-1256), mais dont l'origine n'est pas certaine. Selon la tradition, elle serait la fille de Albert II de La Tour du Pin, issu de la puissante famille de La Tour du Pin originaire du Dauphiné,,. Toutefois, l'historien Matthieu de La Corbière considère que celle-ci serait issue de la famille de Faucigny. Ils ont « sept fils vivants [...] et au moins une fille ». Le site FMG liste pour sa part neuf enfants.
Le premier fils, qui sera successeur à la tête du comté, est Raoul ou Rodolphe, né probablement vers 1220,. Ses deux cadets, Amédée et Aimon, font une carrière ecclésiastique,. Le premier deviendra évêque de Die (1245-1276). Le second se trouve auprès du roi d'Angleterre, lorsque celui-ci est en Guyenne en 1242, puis il entre dans les ordres jusqu'à son élection sur le siège de Viviers (1255-1263),,. Un quatrième frère, Henri (né vers 1230), aurait reçu « les châteaux et mandements de Terniers et du Vuache »,. En 1254, il se déclare homme-lige de Pierre de Savoie. Il semble disparaître vers 1273. Son épouse est inconnue, mais on sait par différents actes qu'il a deux filles Béatrix et Eléonore. Cette dernière épousera Bertrand IV des Baux, prince d'Orange (Seigneurs des Baux). Elle renonce à ses droits provenant de la famille de Genève.
Viennent ensuite trois autres frères, qui eux aussi entre dans les ordres. Robert devient évêque de Genève de 1276 à 1287,,. En 1278, un document de Guy énonce qu'il a fait don de ses droits à leur frère Robert, à la condition qu'il dote ses filles. Un Guillaume est également mentionné, mais sans que l'on ne connaisse sa carrière,. Enfin, Gui, Guy ou Guigues († 1291) devient évêque de Langres (1266-1291),,. Sa position lui permettra d'être conseiller des rois de France Philippe III et Philippe le Bel,,.
Sa seule fille vivante connue est Agathe, mentionnée comme abbesse du couvent de Sainte-Catherine du Mont, près d'Annecy,. Le monastère est souvent considéré comme la nécropole des comtes de Genève.
Le site Internet FMG ajoute également une autre fille, Béatrice/Béatrix/Contesson épouse de Raymond [V], seigneur de Mévouillon. Certains auteurs citent aussi Béatrice/Béatrix, comme fille ou parente du comte, qui épouse en 1223 de Godefroi Ier, seigneur de Challant et de Fénis, vicomte d'Aoste.

## Sceaux et armoiries
On conserve plusieurs sceaux de Guillaume II.
Un sceau de 1204 est un sceau équestre, l'épée haute, tenant un bouclier sans armes, et portant l'inscription SIGILL(.)WI LLMI (.)GEB / ENNENSIS(.) /, traduite et interprétée comme « Sigillum Willelmi Gebennensis ».
Un sceau datant de 1245 est un sceau équestre à droite, l'épée haute, un heaume à timbre plat, un écu échiqueté, portant l'inscription SIGILLUM:WILERM:COM...IS, traduite et interprétée comme « Sigillum Wilermi comitis Gebennensis ».
D'après Galbreath, « l'échiqueté d'or et d'azur des comtes de Genevois s'est mué petit à petit en les quatre points d'or, équipollés à cinq d'azur. » L'auteur indique que « cette dernière forme se trouve d'abord avec Guillaume III » (vers 1280-1320).